# Pamproux
Pamproux is een gemeente in het Franse departement Deux-Sèvres in de regio Nouvelle-Aquitaine en telt 1644 inwoners (2005). De plaats maakt deel uit van het  arrondissement Niort.

## Geografie
De oppervlakte van Pamproux bedraagt 36,0 km², de bevolkingsdichtheid is 45,7 inwoners per km².
De onderstaande kaart toont de ligging van Pamproux met de belangrijkste infrastructuur en aangrenzende gemeenten.

## Verkeer en vervoer
In de gemeente ligt de spoorweghalte Pamproux.

## Demografie
Onderstaande figuur toont het verloop van het inwonertal (bron: INSEE-tellingen).